# Dianthus purpureimaculatus
Dianthus purpureimaculatus är en nejlikväxtart som beskrevs av D. Podlech. Dianthus purpureimaculatus ingår i släktet nejlikor, och familjen nejlikväxter. Inga underarter finns listade i Catalogue of Life.